# Струпино
Струпино (грч. Λυκόστομο, Ликостомо) је насељено место у општини Меглен у периферији Средишња Македонија, Грчка. Према попису из 2021. године било је 336 становника.
Према бугарском географу и историчару, Василу Канчову, у Струпину је 1900. године живело 300 Словена муслимана и 260 Словена хришћана. Већи део мештана је током 18. века због притиска и веће сигурности за живот прешао на ислам. Године 1924. муслиманско становништво је принудно исељено у Турску а на њихово место су насељене грчке и караманлијске избегличке породице из Турске. На попису из 1928. године Струпино је имало 684 становника, од чега 451 Словена и 233 Грка и Караманлија.